# Байда, Иван Моисеевич
Иван Моисеевич Байда (июнь 1913, с. Лозовая, Шаргородский район Винницкой области — 30 ноября 1969, там же) — Герой Социалистического Труда.

## Биографические сведения
Родился в крестьянской семье Байда Моисея и его жены Афии. В шесть лет пошёл учиться в двухлетнюю школу.
В 20 лет женился, родились сын Александр (1935), сын Михаил (1942), сын Василий (1947), дочь Галина (1954).
Принимал участие в Великой Отечественной войне.
После окончания войны вернулся работать в колхоз, где был избран бригадиром полеводческой бригады.
В 1947 году полеводческой бригадой под руководством И. М. Байды был собран рекордный урожай пшеницы 33,78 ц/га с участка площадью 18 га. Указом Президиума Верховного Совета СССР от 16 февраля 1948 года «за получение высоких урожаев пшеницы, ржи, кукурузы и сахарной свеклы, при выполнении колхозом обязательных поставок и натуроплаты за работу МТС в 1947 году и обеспеченности семенами зерновых культур для весеннего сева 1948 года» удостоен звания Героя Социалистического Труда с вручением ордена Ленина и золотой медали «Серп и Молот».